# Corymbia petalophylla
Corymbia petalophylla är en myrtenväxtart som först beskrevs av Murray Ian Hill Brooker och Anthony R. Bean, och fick sitt nu gällande namn av Kenneth D. Hill och Lawrence Alexander Sidney Johnson. Corymbia petalophylla ingår i släktet Corymbia och familjen myrtenväxter. Inga underarter finns listade i Catalogue of Life.